# Mönkhsaikhany Tserenlkham
Mönkhsaikhany Tserenlkham, född 13 mars 1996, är en mongolisk basketspelare. 
Tserenlkham deltog vid olympiska sommarspelen 2020 och var en del av Mongoliets lag som blev utslagna i gruppspelet i tremannabasket.